# Rychlobruslařská sezóna Martiny Sáblíkové 2012/2013
Rychlobruslařská sezóna Martiny Sáblíkové 2012/2013 byla v pořadí dvanáctou mezinárodní sezónou české rychlobruslařky. Začala v polovině října 2012 prvními přípravnými závody, ostrý start ročníku absolvovala Martina Sáblíková o měsíc později na prvním mítinku Světového poháru. Sezónu měla kvůli zraněným zádům rozdělenou na dvě poloviny. V první půlce, do konce roku 2012, se v rámci Světového poháru účastnila kromě závodů na dlouhých tratích také startů na kratší distanci 1500 m a před Vánocemi ovládla se třemi zlatými medailemi první ročník Akademického mistrovství světa. Po zranění z konce roku 2012 ji v prvních třech měsících roku následujícího provázely zdravotní komplikace a následně také s tím související nedostatečná fyzická připravenost. Z těchto důvodů vynechala vícebojařský světový šampionát, avšak i přes nepříznivé okolnosti skončila čtvrtá na Mistrovství Evropy, po sedmé v řadě celkově triumfovala ve Světovém poháru na dlouhých tratích 3000 m/5000 m a na těchto dvou distancích také vybojovala na Mistrovství světa medaile, z toho jednu zlatou.

## Přehled sezóny

### Příprava a první mítinky Světového poháru
Před zahájením předolympijské sezóny 2012/2013 prohlásil trenér Petr Novák, že cílem pro tento ročník je boj o titul mistryně světa, zmínil se i o možnosti vyhrát Grand World Cup.
Sezónu zahájila tradiční přípravou v Inzellu, kde v polovině října absolvovala dva kontrolní závody, s jejichž výsledky byla spokojena. Za úspěšnou považovala také předsezónní fyzickou přípravu, kterou z velké části strávila na kole. Dalšího přípravného závodu, rovněž v Inzellu, se zúčastnila týden před startem Světového poháru.
Na prvním mítinku Světového poháru 2012/2013 v Heerenveenu (16.–18. listopadu) startovala nezvykle na čtyřech tratích. Absolvovala pro ni tradiční závody na 1500 m a 3000 m a představila se také na sprinterských tratích 500 m a 1000 m; trenér však uvažoval i o závodu s hromadným startem. Jako první ostrý závod v sezóně zajela distanci 3000 m. Startovala v poslední jízdě s Claudií Pechsteinovou, i kvůli chybám v technice jízdy se nedokázala přiblížit časům vedoucí Stephanie Beckertové, takže s více než dvousekundovou ztrátou skončila na druhém místě. S minimálním náskokem však překonala dvě nizozemské závodnice, které se natěsnaly na třetí a čtvrtou příčku. Druhý den se v divizi B zúčastnila sprinterského závodu na 500 m, který brala jako zkušební a ve kterém skončila na posledním, 23. místě. O několik hodin později nastoupila v poslední jízdě na start střední, patnáctisetmetrové tratě. S necelou dvousekundovou ztrátou se nakonec umístila na páté příčce, když zaostala za třemi specialistkami na tuto distanci a o několik setin také za veteránkou Pechsteinovou. Víkend zakončila startem v divizi B na sprinterském kilometru, v němž se umístila na 11. místě.
Druhý, vytrvalecký mítink Světového poháru se konal v Kolomně (24.–25. listopadu). Po své jízdě na trati 1500 m byla Martina Sáblíková průběžně druhá, na čemž nic nezměnil ani následující pár. Překonaly ji až obě ženy v poslední rozjížďce, takže skončila na čtvrtém místě, po dvou specialistkách a domácí Jekatěrině Šichovové. Z předchozího mítinku si zlepšila o jeden stupeň nejen umístění, ale především čas, neboť teprve podruhé v kariéře zajela na evropských nížinných drahách na této distanci čas pod jednu minutu a 57 sekund. Další den startovala na tříkilometrové trati v poslední dvojici s Beckertovou, oproti Heerenveenu si však hlídala tempo a porazila ji o více než sekundu a půl. Naopak nedokázala překonat čas Pechsteinové, která jela již ve třetí jízdě a na kterou v konečném těsném odstupu ztratila pouze 15 setin.

### Prosincové závody
Také třetí mítink Světového poháru 2012/2013, jenž proběhl v Astaně (1.–2. prosince), byl určen pro vytrvalecké rychlobruslaře. První den absolvovala závod na 5000 m, svoji nejoblíbenější trať. Soupeřkou v rozjížďce jí opět byla Beckertová, která ji díky rychlejšímu začátku na chvíli předstihla, ovšem ve druhé polovině závodu postupně uvadala. Sáblíková poté opět na dálku válčila s výkonem Pechsteinové, který nakonec o tři desetiny překonala, čímž dosáhla prvního vítězství v tomto ročníku Světového poháru. Během následujícího dne startovala také na distanci 1500 m, kde svedla přímý souboj s Pechsteinovou, když obě závodnice dělily na cílové čáře dvě tisíciny sekundy ve prospěch Češky. Ta díky tomu skončila na osmém místě, přičemž o jednu příčku lépe ji poprvé na této trati předstihla Karolína Erbanová. Po prvních třech mítincích Světového poháru vedla s 260 body průběžné pořadí na dlouhých tratích. Náskok na druhou Beckertovou činil 40 bodů na třetí Pechsteinovou 59 bodů. Na patnáctistovce byla průběžně třetí se 146 body, na druhou Leenstraovou ztrácela 114 bodů. Na tratích 500 m a 1000 m se zúčastnila vždy pouze jediného závodu bez bodovaného umístění.
Protože následující dva mítinky Světového poháru byly určeny pro sprintery, přesunula se do Inzellu, kde jednak trénovala a jednak také sama pomáhala Petru Novákovi s přípravou juniorů.

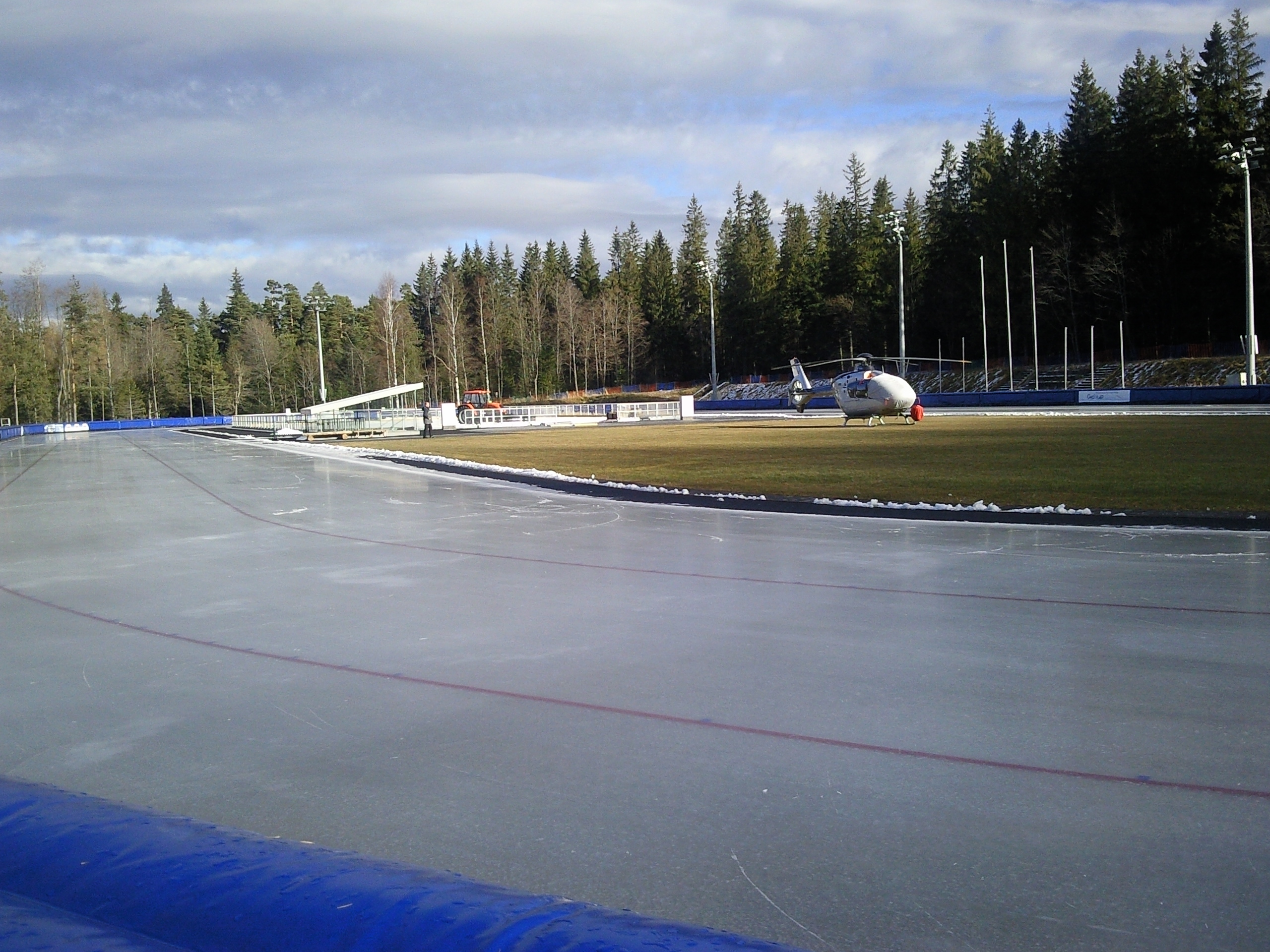
Stadion COS v Zakopanem

Další soutěžní závody, tentokrát na otevřené dráze, absolvovala Sáblíková o více než dva týdny později. Od 17. do 21. prosince se v Zakopanem konal první ročník Akademického mistrovství světa, kde mohla jako studentka vysoké školy také startovat. Zde získala zlaté medaile na všech třech distancích, na kterých nastoupila: 1500 m, 3000 m a 5000 m. Nejdelší závody suverénně ovládla s náskokem 15, resp. 39 sekund, na patnáctistovce zvítězila o sekundu a půl.

### Zranění a první závody poté
Po Vánocích se společně s celým týmem vydala na soustředění do Klobensteinu, kde si při tréninku 29. prosince zablokovala záda. Po Novém roce se díky zásahu její lékařky začal její stav zlepšovat, takže trenér věřil, že bude moci v lednu startovat.
Na start Mistrovství Evropy v Heerenveenu (11.–13. ledna) se díky určitému zlepšení zdravotního stavu nakonec postavila a mohla tak obhajovat zlaté medaile z předchozích tří šampionátů. S výsledkem na sprinterské pětistovce však nebyla spokojená, do celkového pořadí jí naskočila poměrně velká ztráta na největší soupeřky. Druhý závod na 3000 m jela v rozjížďce s de Vriesovou, která většinu tratě vedla, avšak Sáblíková ji v posledním kolem předjela a cílovou čáru proťala ve druhém nejrychlejším čase po překvapivé vítězce Ireen Wüstové. Po druhém dnu soutěže (v prvním ženy nestartovaly) byla na průběžném sedmém místě. Třetí distanci 1500 m absolvovala v pátém nejrychlejším čase, ovšem její ztráta na vedoucí suverénní Wüstovou opět narostla. Kvůli obnoveným problémů se zády zvažoval trenér Novák nenastoupení do posledního závodu na 5000 m, avšak i tento start nakonec absolvovala. I přes zdravotní potíže pětikilometrovou trať vyhrála s náskokem téměř pěti sekund na druhou Wüstovou, nicméně v následujících rozjížďkách jedoucí Nizozemky dokázaly zdolat pro ně dostačující časy, takže Sáblíková v celkovém pořadí víceboje skončila na čtvrtém místě, 1,3 sekundy od cenného kovu. Poprvé od roku 2006, kdy byla rovněž čtvrtá, nezískala na mistrovství Evropy medaili.
Po několika dnech odpočinku začala v Klobensteinu opět trénovat, i když pouze na „suchu“, bez bruslení. Ve zbytku ledna se dále jely pouze sprinterské závody, kterých se jako vytrvalkyně stejně neúčastní. Jejím cílem bylo zvládnout dokončit Světový pohár na dlouhých tratích a v případě nutnosti vynechat náročný dvoudenní program vícebojařského světového šampionátu. Po přesunu do Inzellu, kde pokračovala v tréninku a kde také navštěvovala fyzioterapeuta, se její stav mírně zlepšoval, nicméně trenér Novák ji 6. února odhlásil z připravovaného Mistrovství světa ve víceboji (16.–17. února).
Za několik dní proběhl v Inzellu další mítink Světového poháru (9.–10. února). Ač by Sáblíková mohla startovat i na patnáctisetmetrové trati, trenér Novák se rozhodl neriskovat a přihlásil ji pouze k závodu na 3000 m. V něm startovala v poslední rozjížďce společně s Beckertovou, kterou dokázala o třičtvrtě sekundy porazit, ovšem o více než tři sekundy zaostala za velmi rychlým časem Wüstové z první jízdy a o jednu desetinu také za výkonem Diane Valkenburgové. I třetím místem si však dokázala upevnit první pozici v průběžném pořadí na dlouhých tratích, náskok na Beckertovou navýšila na 60 bodů.

### Závěr sezóny

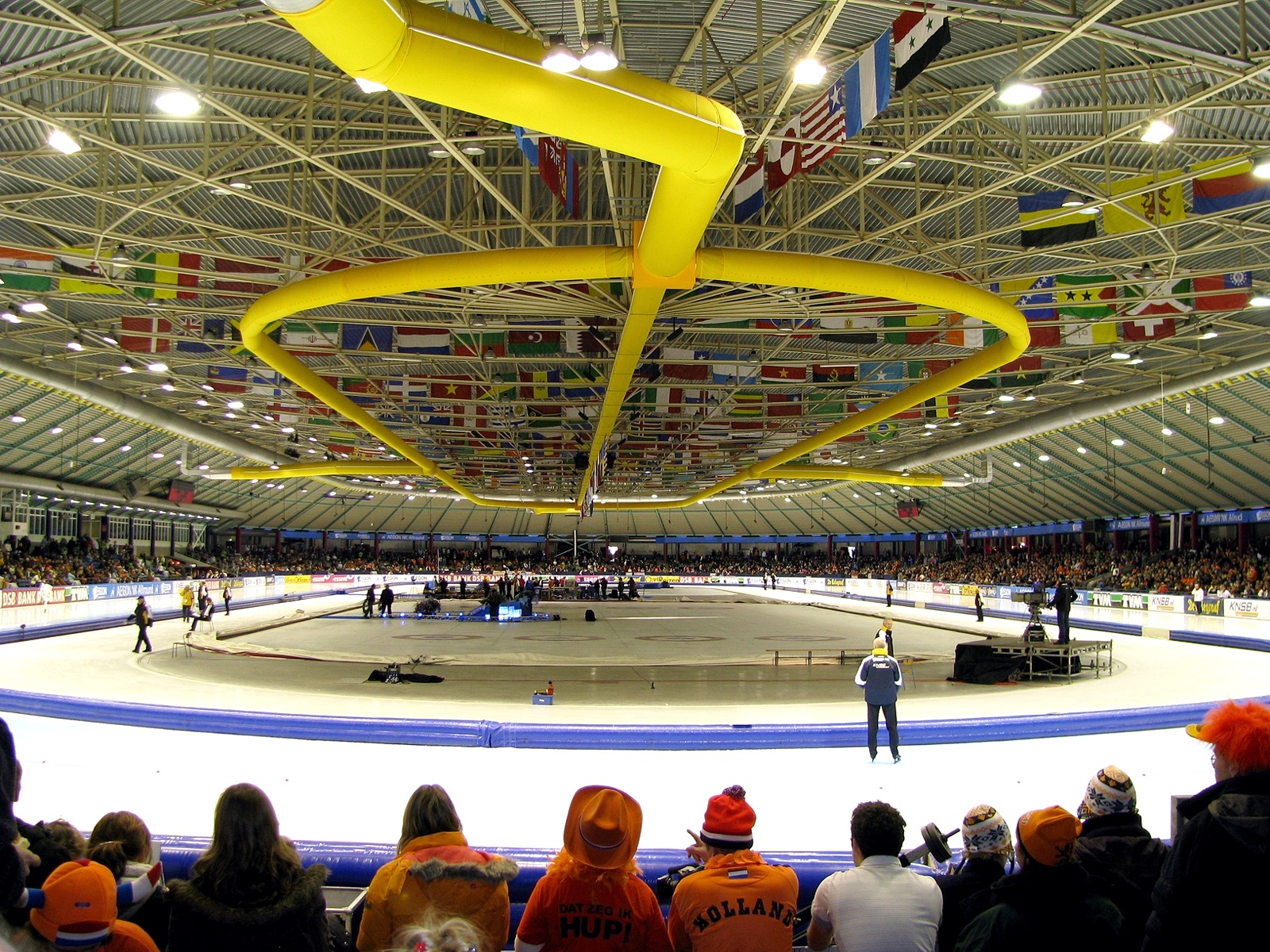
Thialf v Heerenveenu

Po vícebojařském světovém šampionátu v polovině února, z kterého se odhlásila, následoval náročný závěrečný program v březnu. Již první víkend tohoto měsíce se v Erfurtu konal předposlední mítink Světového poháru (1.–3. března). Předchozí několikatýdenní pauza Sáblíkové prospěla, pomohly jí rehabilitace a zase mohla trénovat i na ledě, ačkoliv posilovně se vyhýbala. Také v Erfurtu se však zúčastnila pouze závodu na nejdelší trati, tentokrát na její oblíbené pětikilometrové distanci. V přímém souboji s průběžně druhou Beckertovou sice Němka dlouho mírně vedla, ovšem ve druhé polovině závodu se česká závodnice dostala na první místo, které již neopustila. Díky druhému vítězství ve Světovém poháru v této sezóně zvýšila bodový rozdíl mezi nimi na 80 bodů. Závod na 1500 m se rozhodla vynechat a šetřit záda na poslední dva podniky sezóny.
O týden později proběhlo v Heerenveenu finále Světového poháru (8.–10. března). Nejprve se Sáblíková představila na trati 3000 m, přičemž právě na dlouhých tratích v předcházejících šesti sezónách vyhrála celkové pořadí Světového poháru. Pro udržení na stupních vítězů potřebovala závod dokončit, pro celkové vítězství bez ohledu na výkony ostatních potřebovala zajet do pátého místa. Startovala v poslední jízdě s Beckertovou, již před tím však Wüstová ve skvělé formě vytvořila rekord dráhy. Jejímu času nedokázala česká závodnice konkurovat, výrazně za ním zaostávala, ovšem Němku v přímém souboji nepustila před sebe. Také kvůli zdravotním problémům se zády a s tím souvisejícím nedostatkem silové přípravy nakonec závod dokončila až na šestém místě, s nejhorším časem na této distanci od roku 2005. Nicméně v celkovém pořadí na dlouhých tratích 3000 m/5000 m se již posedmé za sebou stala vítězkou Světového poháru, což se do té doby nepodařilo nikomu jinému. Podle trenéra Nováka mohla za čas jeho svěřenkyně také kvalita místního ledu, která se postupně zhoršovala. Finálový program Světového poháru zakončila startem v závodě na 1500 m, který dokončila jako devátá; v celkovém hodnocení se umístila na této trati na 10. místě. V Grand World Cupu neobhájila druhé místo z předchozí sezóny a skončila na šesté příčce.
Poslední velkou rychlobruslařskou akcí bylo Mistrovství světa na jednotlivých tratích, které se v předolympijské sezóně tradičně konalo v místě pořádání nejbližších Zimních olympijských her, tedy v Adler-Areně v Soči (21.–24. března). Hned první den proběhl závod na 3000 m, kterého se Martina Sáblíková také zúčastnila. Vzhledem k výrazné ztrátě na Wüstovou v pohárovém finále nebyla před startem v psychické pohodě, ačkoliv fyzický stav zad se zlepšil. V předposlední rozjížďce závodu soupeřila přímo s Nizozemkou, která celou jízdu vedla a česká závodnice za ní dojela se ztrátou více než dvou sekund; naopak si ale pohlídala pětisekundový náskok na dosud vedoucí de Vriesovou. Protože v poslední rozjížďce se ani jedna z rychlobruslařek nedokázala přiblížit k vedoucí dvojici, získala Češka stříbrnou medaili. Ze závodu na 1500 m, který proběhl následující den, ji trenér kvůli obnovené bolesti zad z přemotivovaného začátku tříkilometrové distance odhlásil. Jako poslední závod sezóny absolvovala nejdelší trať 5000 m, na níž jela v předposledním páru s Pechsteinovou. Po celý závod vedla a navyšovala na Němku náskok, zároveň přibližně od poloviny distance začala také výrazněji překonávat dosud vedoucí výkon Wüstové, kterou na cílové čáře porazila o více než 8,5 sekundy. Když závodnice v poslední jízdě svým časem neohrozily ani průběžně druhou Nizozemku, získala Martina Sáblíková svoji jubilejní desátou zlatou medaili z mistrovství světa, čímž definitivně zakončila sezónu 2012/2013.

## Ocenění
Dne 23. října 2013 se Martina Sáblíková stala vítězkou ankety Sportovec Ministerstva vnitra roku 2013, když i přes zdravotní komplikace v prvních měsících roku 2013 dokázala vybojovat dvě medaile na mistrovství světa.
V novinářské anketě Sportovec roku 2013 se 19. prosince 2013 umístila na devátém místě.

## Přehled závodů
Martina Sáblíková startovala v sezóně 2012/2013 celkově ve 24 závodech, z nichž devět vyhrála. V rámci Světového poháru (SP) startovala ve 12 závodech, z nichž ve dvou vyhrála (jednalo se o její 27. a 28. individuální vítězství v SP). V sezóně absolvovala jeden malý čtyřboj.
| Akce                                                                                          | Datum           | Č.              | Závod           | Umístění | Čas (body) | Ztráta na vítězku | Soupeřka v rozjížďce a její umístění |
| --------------------------------------------------------------------------------------------- | --------------- | --------------- | --------------- | -------- | ---------- | ----------------- | ------------------------------------ |
| Internationales Saisoneröffnungsrennen Max Aicher Arena, Inzell, Německo 12.–13. října 2012   | 12. 10.         | 01              | 3000 m          | 1.       | 4:06,32    | +0,00             | ?                                    |
| Internationales Saisoneröffnungsrennen Max Aicher Arena, Inzell, Německo 12.–13. října 2012   | 12. 10.         | 02              | 0500 m          | 7.       | 40,42      | +1,47             | ?                                    |
| Internationales Rennen Max Aicher Arena, Inzell, Německo 10.–11. listopadu 2012               | 11. 11.         | 03              | 1500 m          | 1.       | 1:58,98    | +0,00             | ?                                    |
| Světový pohár Thialf, Heerenveen, Nizozemsko 16.–18. listopadu 2012                           | 16. 11.         | 04              | 3000 m          | 2.       | 4:06,71    | +2,32             | Claudia Pechsteinová (11.)           |
| Světový pohár Thialf, Heerenveen, Nizozemsko 16.–18. listopadu 2012                           | 17. 11.         | 05              | 0500 m          | 23. (B)  | 41,53      | +2,54 (B)         | Jekatěrina Malyševová (2. B)         |
| Světový pohár Thialf, Heerenveen, Nizozemsko 16.–18. listopadu 2012                           | 17. 11.         | 06              | 1500 m          | 5.       | 1:58,11    | +1,76             | Lotte van Beeková (3.)               |
| Světový pohár Thialf, Heerenveen, Nizozemsko 16.–18. listopadu 2012                           | 18. 11.         | 07              | 1000 m          | 11. (B)  | 1:19,71    | +3,04 (B)         | Paola Simionatová (17. B)            |
| Světový pohár Konkobežnyj centr Kolomna, Kolomna, Rusko 24.–25. listopadu 2012                | 24. 11.         | 08              | 1500 m          | 4.       | 1:56,94    | +1,91             | Marije Jolingová (9.)                |
| Světový pohár Konkobežnyj centr Kolomna, Kolomna, Rusko 24.–25. listopadu 2012                | 25. 11.         | 09              | 3000 m          | 2.       | 4:02,46    | +0,15             | Stephanie Beckertová (4.)            |
| Světový pohár Ledovyj dvorec Alau, Astana, Kazachstán 1.–2. prosince 2012                     | 01. 12.         | 10              | 5000 m          | 1.       | 7:00,75    | +0,00             | Stephanie Beckertová (4.)            |
| Světový pohár Ledovyj dvorec Alau, Astana, Kazachstán 1.–2. prosince 2012                     | 02. 12.         | 11              | 1500 m          | 8.       | 1:58,292   | +1,11             | Claudia Pechsteinová (9.)            |
| Akademické mistrovství světa Tor COS, Zakopane, Polsko (otevřená dráha) 17.–21. prosince 2012 | 18. 12.         | 12              | 3000 m          | 1.       | 4:09,22    | +0,00             | Luiza Złotkowská (2.)                |
| Akademické mistrovství světa Tor COS, Zakopane, Polsko (otevřená dráha) 17.–21. prosince 2012 | 19. 12.         | 13              | 1500 m          | 1.       | 2:03,20    | +0,00             | Katarzyna Woźniaková (3.)            |
| Akademické mistrovství světa Tor COS, Zakopane, Polsko (otevřená dráha) 17.–21. prosince 2012 | 20. 12.         | 14              | 5000 m          | 1.       | 7:09,98    | +0,00             | Jelena Urvancevová (3.)              |
| Mistrovství Evropy Thialf, Heerenveen, Nizozemsko 11.–13. ledna 2013                          | 12. 01.         | 15              | 0500 m          | 16.      | 40,95      | +2,23             | Taťjana Michajlovová (20.)           |
| Mistrovství Evropy Thialf, Heerenveen, Nizozemsko 11.–13. ledna 2013                          | 12. 01.         | 16              | 3000 m          | 2.       | 4:03,68    | +2,43             | Linda de Vriesová (3.)               |
| Mistrovství Evropy Thialf, Heerenveen, Nizozemsko 11.–13. ledna 2013                          | 13. 01.         | 17              | 1500 m          | 5.       | 1:58,68    | +2,29             | Claudia Pechsteinová (6.)            |
| Mistrovství Evropy Thialf, Heerenveen, Nizozemsko 11.–13. ledna 2013                          | 13. 01.         | 18              | 5000 m          | 1.       | 6:57,16    | +0,00             | Ida Njåtunová (8.)                   |
| Mistrovství Evropy Thialf, Heerenveen, Nizozemsko 11.–13. ledna 2013                          | víceboj         | víceboj         | víceboj         | 4.       | 162,839    | +1,95             | –                                    |
| Světový pohár Max Aicher Arena, Inzell, Německo 9.–10. února 2013                             | 10. 02.         | 19              | 3000 m          | 3.       | 4:05,41    | +3,18             | Stephanie Beckertová (5.)            |
| Světový pohár Gunda-Niemann-Stirnemann-Halle, Erfurt, Německo 1.–3. března 2013               | 01. 03.         | 20              | 5000 m          | 1.       | 7:01,33    | +0,00             | Stephanie Beckertová (2.)            |
| Světový pohár – finále Thialf, Heerenveen, Nizozemsko 8.–10. března 2013                      | 09. 03.         | 21              | 3000 m          | 6.       | 4:07,44    | +8,76             | Stephanie Beckertová (12.)           |
| Světový pohár – finále Thialf, Heerenveen, Nizozemsko 8.–10. března 2013                      | 10. 03.         | 22              | 1500 m          | 9.       | 1:57,96    | +3,29             | Lotte van Beeková (2.)               |
| Světový pohár – celkově 16. listopadu 2012 – 10. března 2013                                  | 500 m           | 500 m           | 500 m           | 48.      | 0 b.       | –                 | –                                    |
| Světový pohár – celkově 16. listopadu 2012 – 10. března 2013                                  | 1000 m          | 1000 m          | 1000 m          | 50.      | 0 b.       | –                 | –                                    |
| Světový pohár – celkově 16. listopadu 2012 – 10. března 2013                                  | 1500 m          | 1500 m          | 1500 m          | 10.      | 178 b.     | –                 | –                                    |
| Světový pohár – celkově 16. listopadu 2012 – 10. března 2013                                  | 3000 m / 5000 m | 3000 m / 5000 m | 3000 m / 5000 m | 1.       | 475 b.     | –                 | –                                    |
| Světový pohár – celkově 16. listopadu 2012 – 10. března 2013                                  | Grand World Cup | Grand World Cup | Grand World Cup | 6.       | 54,00 b.   | –                 | –                                    |
| Mistrovství světa na jednotlivých tratích Adler-Arena, Soči, Rusko 21.–24. března 2013        | 21. 03.         | 23              | 3000 m          | 2.       | 4:04,80    | +2,37             | Ireen Wüstová (1.)                   |
| Mistrovství světa na jednotlivých tratích Adler-Arena, Soči, Rusko 21.–24. března 2013        | 23. 03.         | 24              | 5000 m          | 1.       | 6:54,31    | +0,00             | Claudia Pechsteinová (3.)            |
| B – umístění v divizi B / ztráta na 1. místo v divizi B                                       |                 |                 |                 |          |            |                   |                                      |

## Bodování Světového poháru
Z dvanácti závodů, které Martina Sáblíková absolvovala ve Světovém poháru 2012/2013, dokázala bodovat v deseti z nich. V sedmi z nich se navíc umístila do pátého místa, takže získala i body do celkového Grand World Cupu.
| Mítink                 | Umístění     | Body | Pořadí v disciplíně | Body v disciplíně | Body GWC |
| ---------------------- | ------------ | ---- | ------------------- | ----------------- | -------- |
| Heerenveen 16.–18. 11. | 5.           | 50   | 5.                  | 50                | 5,00     |
| Kolomna 24.–25. 11.    | 4.           | 60   | ▲ 3.                | 110               | 6,00     |
| Astana 1.–2. 12.       | 8.           | 36   | ▬ 3.                | 146               | 0,00     |
| Inzell 9.–10. 2.       | nestartovala | –    | ▼ 5.                | 146               | –        |
| Erfurt 1.–3. 3.        | nestartovala | –    | ▼ 8.                | 146               | –        |
| Heerenveen 8.–10. 3.   | 9.           | 32   | ▼ 10.               | 178               | 0,00     |

| Mítink                 | Závod  | Umístění | Body | Pořadí v disciplíně | Body v disciplíně | Body GWC |
| ---------------------- | ------ | -------- | ---- | ------------------- | ----------------- | -------- |
| Heerenveen 16.–18. 11. | 3000 m | 2.       | 80   | 2.                  | 80                | 8,00     |
| Kolomna 24.–25. 11.    | 3000 m | 2.       | 80   | ▬ 2.                | 160               | 8,00     |
| Astana 1.–2. 12.       | 5000 m | 1.       | 100  | ▲ 1.                | 260               | 10,00    |
| Inzell 9.–10. 2.       | 3000 m | 3.       | 70   | ▬ 1.                | 330               | 7,00     |
| Erfurt 1.–3. 3.        | 5000 m | 1.       | 100  | ▬ 1.                | 430               | 10,00    |
| Heerenveen 8.–10. 3.   | 3000 m | 6.       | 45   | ▬ 1.                | 475               | 0,00     |

## Rekordy
V sezóně 2012/2013 vytvořila Martina Sáblíková čtyři rekordy dráhy.
| Datum   | Místo    | Závod  | Čas     | Předchozí rekord dráhy                                |
| ------- | -------- | ------ | ------- | ----------------------------------------------------- |
| 01. 12. | Astana   | 5000 m | 7:00,75 | 7:08,92 (Pak To-jong, 8. 1. 2012)                     |
| 18. 12. | Zakopane | 3000 m | 4:09,22 | 4:19,34 (Katarzyna Bachledová-Curuśová, 24. 10. 2009) |
| 20. 12. | Zakopane | 5000 m | 7:09,98 | 7:51,86 (Natalia Czerwonková, 17. 1. 2010)            |
| 23. 03. | Soči     | 5000 m | 6:54,31 | 7:18,19 (Olga Grafová, 27. 12. 2012)                  |

## Nejlepší časy v sezóně
V sezóně 2012/2013 nepřekonala Martina Sáblíková žádný osobní rekord.
| Závod        | Místo a datum          | Čas (body) | Osobní rekord před sezónou 2012/2013  |
| ------------ | ---------------------- | ---------- | ------------------------------------- |
| 0500 m       | Inzell, 12. 10.        | 40,42      | 39,49 (Calgary, 12. 2. 2011)          |
| 1000 m       | Heerenveen, 18. 11.    | 1:19,71    | 1:17,36 (Calgary, 28. 11. 2009)       |
| 1500 m       | Kolomna, 24. 11.       | 1:56,94    | 1:54,55 (Calgary, 3. 3. 2007)         |
| 3000 m       | Kolomna, 25. 11.       | 4:02,46    | 3:55,55 (Calgary, 12. 2. 2011)        |
| 5000 m       | Soči, 23. 3.           | 6:54,31    | 6:42,66 (Salt Lake City, 18. 2. 2011) |
| malý čtyřboj | Heerenveen, 12.–13. 1. | 162,839    | 159,287 (Calgary, 12.–13. 2. 2011)    |